# Laurens Gerrets
Laurens Gerrets (Capelle aan den IJssel, 22 juni 1988) is een Nederlands voetbalscheidsrechter. Hij is in dienst van de KNVB en leidt voornamelijk wedstrijden in de Eerste divisie.
Op 28 november 2014 leidde Gerrets zijn eerste professionele wedstrijd op het tweede niveau. De wedstrijd tussen Helmond Sport en Jong PSV eindigde in een 2–1-overwinning voor de thuisploeg. Gerrets deelde één gele kaart uit; aan Elvio van Overbeek. Zijn eerste rode kaart gaf hij op 20 februari 2015. Die dag speelden RKC Waalwijk en Jong Ajax met 4–4 gelijk en naast zeven gele kaarten gaf Gerrets één rode; aan Fabian Sporkslede.
Op 17 november 2019 kwam Gerrets in de publiciteit tijdens de wedstrijd tussen FC Den Bosch en Excelsior. Hij legde de wedstrijd in de eerste helft tien minuten stil vanwege racistische uitingen vanaf de tribune die gericht waren aan Excelsior-speler Ahmad Mendes Moreira.